# Цветкович, Драгиша
Драгиша Цве́ткович (серб. Драгиша Цветковић) (15 января 1893, Ниш, Королевство Сербия — 18 февраля 1969, Париж) — юрист, государственный деятель Королевства Югославия, председатель Совета министров (премьер-министр) Королевства Югославия в 1939—1941 годах.

## Биография
Родился 15 января 1893 года в городе Ниш. Цветкович участвовал в Балканской войне. Некоторое время он жил в Швейцарии и Франции, где принимал сербских раненых, изучал медицину и технику, а в 1934 году закончил юридическое образование в Суботице. Приехав из Европы, он боролся за решение социальных проблем, минимальную заработную плату, коллективные договоры, чрезмерную задолженность крестьян и снижение повинностей. Он резко критиковал работодателей, требуя сокращения рабочего времени, ограничения использования детского труда и льгот для инвалидов. Он построил много домов для инвалидов и основал биржи труда.
Трижды избирался мэром Ниша. В 1928 году занимал пост министра вероисповеданий Королевства Югославия. С 1929 года по 1934 год находился в оппозиции к диктаторскому режиму короля Александра I Карагеоргиевича. В 1935 году избран в Народную скупщину, занял должность министра социальной политики и здравоохранения в правительстве Милана Стоядиновича.
В 1936 году Драгиша Цветкович совместно с Михо Креко основал Югославский трудовой профсоюз (JUGORAS). Драгиша Цветкович был избран первым руководителем этого профсоюза, а Милан Стоядинович — его председателем. Целью новой профсоюзной структуры было улучшение социального климата и взаимоотношений рабочих с работодателями в Королевстве Югославия, нейтрализация большевицкого влияния.

## Глава правительства
С 5 февраля 1939 по 27 марта 1941 гг. — премьер-министр Королевства Югославия.
26 августа 1939 года правительство Драгиша Цветковича заключило соглашение с руководством Хорватской крестьянской партии Владко Мачека о предоставлении Хорватии автономии (так называемое «соглашение Цветковича — Мачека»). В соответствии с данным соглашением, была создана автономная «Хорватская бановина» (её территория включала значительную часть современной Хорватии и часть Боснии и Герцеговины), а Мачек получил пост первого вице-премьера в кабинете Цветковича.
25 марта 1941 года в ходе встречи с И. Риббентропом (Германия),  Г. Чиано (Италия) и Х. Осимой (Япония) Драгиша Цветкович, представляя свою страну, подписал соглашение о присоединении Королевства Югославия к Берлинскому пакту 1940 года (странам Оси). При этом югославское правительство поставило (а Гитлер принял) три условия: гарантия территориальной целостности; отсутствие войск Оси и военного транзита через территорию Югославии (пункт который не был опубликован в печати во избежание недовольства балканских союзников Германии); неучастие Югославии в военных акциях стран Оси.
27 марта 1941 года правительство Драгиша Цветковича было свергнуто в результате переворота, осуществлённого офицерами югославской армии во главе с генералом Душаном Симовичем. Симович возглавил новое правительство.
В 1944 году Драгиша Цветкович эмигрировал за границу. Умер в Париже.